# Tarmac (groupe)
 (avril 2022).
Cet article concerne le groupe de rock français. Pour les autres significations, voir Tarmac (homonymie).
Tarmac est un groupe français né de la scission momentanée du groupe Louise Attaque en 2001.

## Histoire du groupe
En 2001, à la suite du succès inattendu du groupe Louise Attaque, Gaëtan Roussel et  Arnaud Samuel décident de faire une pause pour former un nouveau groupe, Tarmac.
Le nom du groupe signifie à la fois goudron (le revêtement) et piste d’atterrissage (stricto sensu, le tarmac est le lieu d'attente des avions, non la piste elle-même). 
En 2005, Gaëtan et Arnaud rejoignent à nouveau Louise Attaque pour un nouvel album.

## Membres du groupe
- Gaëtan Roussel : chanteur
- Arnaud Samuel : violon
- Philippe Almosnino : guitare
- Joseph Dahan : basse, contrebasse et clavier
- Yvo Abadi : batterie
- Pierre Dubost : basse (concert)

## Discographie

### Participations
- 2001 : La Ballade des gens qui sont nés quelque part, reprise de Georges Brassens sur la compilation Les Oiseaux de passage.